# 2082 Galahad
2082 Galahad eller 7588 P-L är en asteroid i huvudbältet som upptäcktes den 17 oktober 1960 av den nederländsk-amerikanske astronomen Tom Gehrels och det nederländska astronomparet Ingrid van Houten-Groeneveld och Cornelis Johannes van Houten vid Palomarobservatoriet. Den är uppkallad efter Galahad i den keltiska mytologin.
Asteroiden har en diameter på ungefär 17 kilometer.